# Théodore Lescouvé
Théodore Lescouvé, né le 15 février 1864 à Aix-en-Provence (Bouches-du-Rhône) et mort le 21 avril 1940 à Paris 8e (Seine), est un magistrat français.

## Biographie
Théodore Lescouvé est fils de magistrat. Il songe à une carrière militaire mais un handicap issu d'un accident de cheval l'amène à suivre la carrière paternelle. Attaché de chancellerie en 1887, il suit un stage au barreau parisien : bon orateur, il est troisième secrétaire de la Conférence du stage en 1889. Il est ensuite nommé substitut du procureur de la République à Tours (6 septembre 1890) puis à Lyon (10 avril 1894). En 1896, Théodore Lescouvé devient chef adjoint du cabinet du garde des Sceaux Jean-Baptiste Darlan. L’année suivante, à l’âge de 33 ans, il est nommé substitut au Tribunal de première instance de la Seine. Poste qu'il occupe jusqu'en 1907. Il est parallèlement directeur du cabinet et du personnel (1900) puis des affaires criminelles (1910) au ministère de la Justice, lorsque son ami Louis Barthou est garde des sceaux. De 1911 à 1917, il est procureur de la République près du Tribunal de la Seine. De 1917 à 1923, il dirige la Cour de Paris. Procureur général près la Cour de cassation de 1923 à 1928, il devient ensuite président de la Cour de cassation, à la chambre civile puis à la chambre criminelle. 
En août 1936, il est admis à la retraite : il subit la décision du gouvernement du Front populaire d'abaisser la limite d'âge des magistrats à la Cour de cassation de 75 à 72 ans et de ne pas lui conférer l'honorariat, contrairement à l'usage. C'est qu'il est peu apprécié par les gauches, qui lui reprochent sa « servilité et sa partialité » : au moment de l'Affaire du conseiller Prince en 1934, il a examiné le cas du procureur de la République Pressard, beau-frère du ministre Camille Chautemps or il fit d'abord un rapport favorable sous le cabinet d'Édouard Daladier (gauche), puis un second, défavorable, sous le gouvernement de Gaston Doumergue (centre-droit). Il aurait en outre « brimé impitoyablement les magistrats républicains [c'est-à-dire de gauche] » en tant que président d'une commission de classement instituée en 1934 et supprimée par le gouvernement du Front populaire. 
Durant sa carrière, il a représenté le Parquet dans plusieurs procès célèbres, notamment devant la Haute Cour contre Joseph Caillaux.

## Carrière
Il a, successivement, été :
- Directeur des affaires criminelles et des grâces du 24 mai 1910[7] au 28 janvier 1911,
- Procureur de la République de Paris du 28 janvier 1911[8] au 12 décembre 1917,
- Procureur général de Paris du 12 décembre 1917[9] au 18 octobre 1923,
- Procureur général près la Cour de cassation du 18 octobre 1923[10] au 4 février 1928,
- Premier président de la Cour de cassation du 4 février 1928[11] au 22 août 1936

## Décorations
- Ordre de la Légion d'honneur[12]
  - Chevalier le 25 juillet 1906
  - Officier le 26 janvier 1912
  - Commandeur le 5 septembre 1920
  - Grand-Officier le 1er février 1927
  - Grand-croix le 14 avril 1932

## Conjointe: Blanche Lescouvé
Son épouse, née Morand, issue d'une famille de commerçants de Tours, est devenue une figure de la société parisienne. Elle s'occupe d'œuvres charitables et s'est engagée en politique, comme secrétaire générale de l'Union nationale pour le vote des femmes (UNVF), présidente de la Fédération nationale des femmes, fondée en 1928 par Aimée Bazy, sa secrétaire générale, et animatrice de la section féminine de la Fédération républicaine, de 1935 à son décès en juillet 1937 ; elle a intégré le conseil national de ce parti en octobre 1936. La Fédération nationale des femmes, association non confessionnelle mais d'inspiration catholique, se voulant indépendante de tout parti - quoique proche de la Fédération républicaine - , milite pour le droit de vote des femmes et le vote familial, défend une vision conservatrice et traditionnelle de la famille et de la patrie et propose un programme politique républicain national, de droite,,.